# Christoph Sokoll
Christoph Sokoll (* 9. Mai 1986 in Wolfsberg) ist ein ehemaliger österreichischer Radrennfahrer.

## Sportlicher Werdegang
Sokoll begann seine Karriere 1997 beim Verein HRC Wigo-Haus Wolfsberg. Als Juniorenfahrer wurde er 2004 Dritter der österreichischen Meisterschaften und belegte den 90. Rang im Straßenrennen der Weltmeisterschaften
Bei den Weltmeisterschaften 2006 belegte er im Straßenrennen der U23 Rang 28. Im Jahr 2007 gewann er die U23-Gesamtwertung der österreichischen Radbundeliga.
Hierauf wechselte Sokoll im Jahr 2008 zum Professional Continental Team Volksbank. Im ersten dort gewann er zum zweiten Mal die U23-Radbundesliga und wurde Dritter der nationalen U23-Meisterschaften im Straßenrennen. International wurde er Zweiter der U23-Ausgabe von Rund um den Henninger-Turm und Neunter in der Gesamtwertung des GP Tell. Bei den Weltmeisterschaften 2009 belegte er im U23-Straßenrennen den 68. Platz.
Im Jahr 2009 wurde Sokoll Dritter des Raiffeisen Grand Prix. Bei der anschließenden Weltmeisterschaft wurde er in die österreichische Nationalmannschaft berufen und beteiligte sich im Straßenrennen an einem langen Ausreißversuch einer zehnköpfigen Spitzengruppe.
Sein bestes Ergebnis seiner folgenden Karriere war Platz sieben bei den Österreichischen Meisterschaften im Straßenrennen der Elite 2011. Zum Ende der Saison 2012 beendete Sokoll seine Radsportkarriere, um zu studieren und Lehrer zu werden.

## Erfolge
2004
- Österreichische Staatsmeisterschaft – Einzelzeitfahren (Junioren)

2007
- Gesamtwertung Österreichische Radbundesliga (U23)

2008
- Österreichische Staatsmeisterschaft – Straßenrennen (U23)
- Gesamtwertung Österreichische Radbundesliga (U23)